# Liberala partiet
Liberala partiet (en sueco: «El partido liberal») es un partido político liberal clásico de Suecia fundado en 2004. Su presidente es Lisa Missing. Su nombre oficial es Liberala Partiet, pero en las elecciones se les conoce como Klassiskt liberala partiet («El Partido Liberal Clásico») para evitar confusión con el Partido Popular Liberal. Tiene sede en Estocolmo y representación regional en Jönköping y Linköping.
En 2015 el partido fue suspendido por la justicia electoral sueca tras una investigación por desvío de fondos públicos electorales.

## Ideología
La siguiente cita está obtenida de la sección inglesa del sitio web oficial del partido:

En el Liberala partiet somos liberales de mente clásica. Una sociedad que le da prioridad al individuo, donde el deber no puede ser impuesto, y los individuos no pueden ser víctimas forzosas de un colectivo. Los individuos libres y soberanos son libres de formar sus propias relaciones y asociaciones con otros individuos libres y soberanos.

## Resultados electorales
| Año  | Votos | %    | Resultado |
| ---- | ----- | ---- | --------- |
| 2006 | 202   | 0,00 | 0/349     |
| 2010 | 716   | 0,01 | 0/349     |
| 2014 | 1.210 | 0,02 | 0/349     |
| 2018 | 1.504 | 0,01 | 0/349     |